# Kikuyō
Kikuyō (菊陽町?, Kikuyō-machi) è una cittadina giapponese della prefettura di Kumamoto.